# 夏油温泉

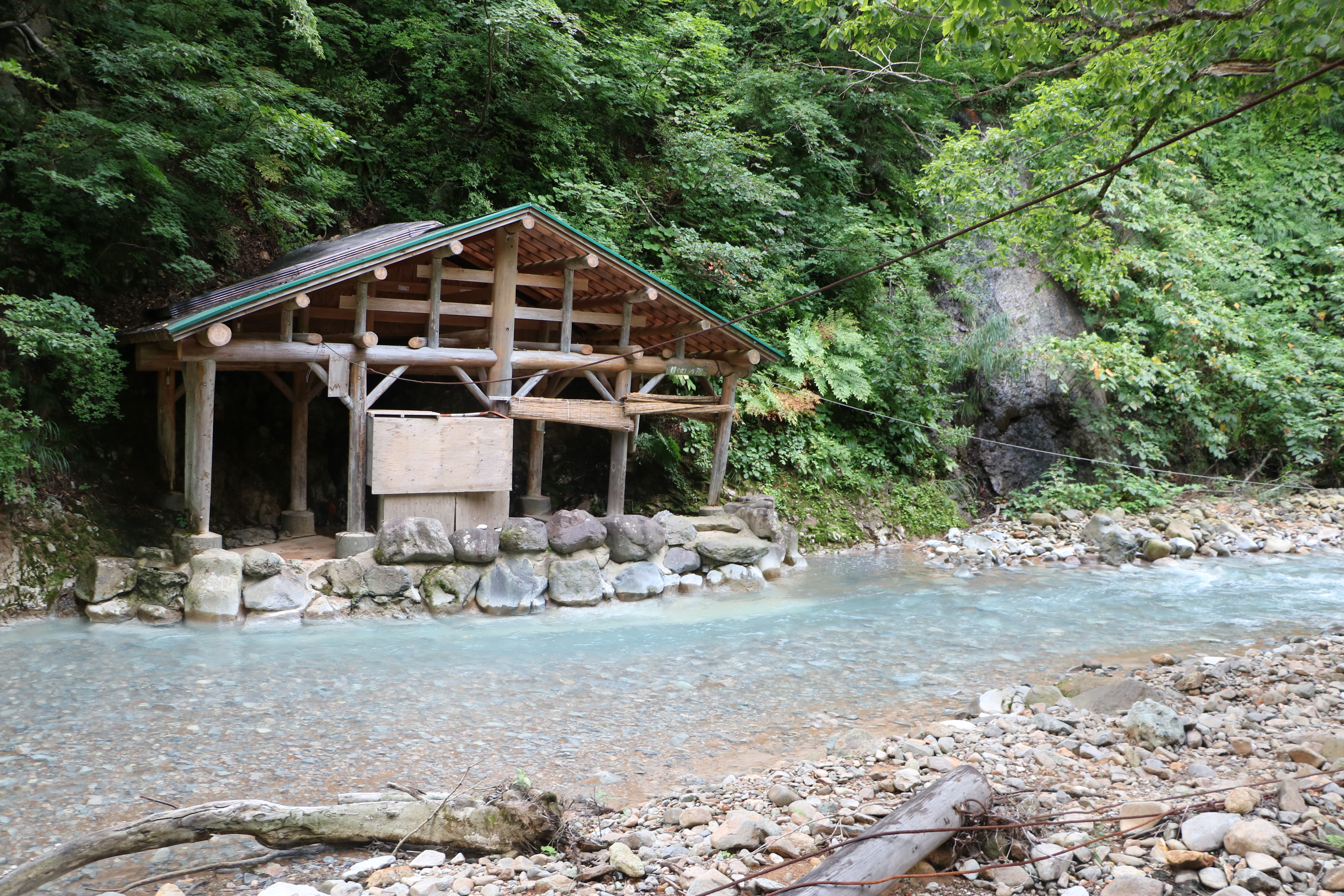
「元湯夏油」の目の湯

夏油温泉（げとうおんせん）は、岩手県北上市にある温泉。北上市西部、焼石岳中腹の渓谷にある。夏油高原温泉郷に属する。

## 泉質
- 塩化物泉、硫黄泉など（天然温泉のため変わる場合あり）

## 温泉街
「元湯夏油」「夏油温泉観光ホテル」の2軒の旅館が存在する。露天風呂への通りの両側には、湯治棟や売店、食堂、マッサージ屋などがひしめき合い、さながら街並みのような光景を形成している。
各旅館に内湯があるほか、渓谷沿いに「元湯夏油」が管理する露天風呂群が並んでいる。それぞれの浴槽の底または横から湯が湧き出している。日帰り入浴も可能だが、混浴と女性専用の時間帯が設定されている。
夏油温泉の上流には日本最⼤の石灰華である「天狗の岩」があり国指定特別天然記念物となっている（夏油温泉の石灰華）。ただし「天狗の岩」については、2016年（平成28年）8月の台風9号の影響により、遊歩道の一部が崩落したため立入禁止となっている（2024年9月現在）。

## 歴史
発見は建武2年（1334年）とされている。一方で『夏油温泉由来』の開湯伝説によれば平家の落人の末裔にあたる四郎左エ門という人物が、傷ついた白猿が湯浴みをしている姿を見て発見したとしている。しかし、同書の奥付は永和元年（1375年）で、これより前には発見されていたと推定されている。
1965年（昭和40年）8月9日、国民保養温泉地に指定。かつては自炊しながら長期滞在する湯治場としての利用が中心で、岩手県三陸地方や秋田県からも農家や漁師が療養に訪れていた。

## アクセス
北上市街から岩手県道122号夏油温泉江釣子線（通称「夏油高原いで湯ライン」）を渓谷沿いに車で1時間ほど。かつては岩手県交通が北上駅から路線バスを運行していたが、2015年11月に廃止されたため、現在公共交通機関は運行していない。
また冬季は夏油高原スキー場への分岐から先の道が通行止めとなるため行くことはできない。